# Communauté de communes de l'Yerres à l'Ancœur
La Communauté de communes de l'Yerres à l'Ancœur est une ancienne communauté de communes française, située dans le département de Seine-et-Marne en région Île-de-France.

## Historique
La Communauté de communes de l'Yerres à l'Ancœur a été créée le 3 novembre 2005.
Au regroupement des 10 communes à l'origine vient s'ajouter/se retrancher:
- Argentières s'en retire le 1er janvier 2010 pour rejoindre la Communauté de communes la Brie Centrale.

Elle disparait le 31 décembre 2016 :
Aubepierre-Ozouer-le-Repos, Bréau, La Chapelle-Gauthier et Mormant rejoignent la CC Brie nangissienne.
Bombon, Chaumes-en-Brie, Guignes, Saint-Méry rejoignent la nouvelle CC de la Brie des Rivières et Châteaux.
Courtomer rejoint la nouvelle CC du Val Briard.

## Composition
Elle regroupait 9 communes adhérentes au 1er janvier 2016:
| Nom                        | Code Insee | Gentilé        | Superficie (km2) | Population (dernière pop. légale) | Densité (hab./km2) |
| -------------------------- | ---------- | -------------- | ---------------- | --------------------------------- | ------------------ |
| Mormant (siège)            | 77317      | Mormantais     | 16,60            | 4 645 (2014)                      | 280                |
| Aubepierre-Ozouer-le-Repos | 77010      | Albapétruciens | 26,83            | 899 (2014)                        | 34                 |
| Bombon                     | 77044      | Bombonnais     | 15,00            | 890 (2014)                        | 59                 |
| Bréau                      | 77052      | Bréautins      | 1,35             | 329 (2014)                        | 244                |
| La Chapelle-Gauthier       | 77086      | Chapellois     | 17,36            | 1 465 (2014)                      | 84                 |
| Chaumes-en-Brie            | 77107      | Calmétiens     | 20,07            | 2 996 (2014)                      | 149                |
| Courtomer                  | 77138      | Courtomerois   | 4,62             | 518 (2014)                        | 112                |
| Guignes                    | 77222      | Guignois       | 5,68             | 3 456 (2014)                      | 608                |
| Saint-Méry                 | 77426      | Médériciens    | 9,94             | 373 (2014)                        | 38                 |

## Administration
La communauté est administrée par un conseil communautaire constitués de conseillers municipaux des communes membres.
- Mode de représentation: proportionnel
- Nombre total de délégués: 30
- Nombre de délégués par commune: 3 délégués jusqu'à 2 500 habitants, 4 au-delà
- Soit en moyenne: 1 délégué pour 495 habitants

### Liste des présidents
| Période    | Période       | Identité             | Étiquette | Qualité                            |
| ---------- | ------------- | -------------------- | --------- | ---------------------------------- |
| 2010       | avril 2014    | Bernard Frisinghelli |           | Mécanicien navigant Maire de Bréau |
| avril 2014 | décembre 2016 | Jean Barrachin       |           | Retraité Maire de Guignes          |

### Siège
4 rue Guilloteaux, 77720 Mormant